# Lechytia libita
Lechytia libita är en spindeldjursart som beskrevs av Harvey 2006. Lechytia libita ingår i släktet Lechytia och familjen Lechytiidae. Inga underarter finns listade i Catalogue of Life.